# Eupatula lombokensis
Eupatula lombokensis là một loài bướm đêm trong họ Noctuidae.